# Campionat d'Europa de Futbol sub-21 de la UEFA 1988
El Campionat d'Europa de Futbol sub-21 1988 dura dos anys (1986-1988). La selecció de França es proclamà vencedora per primera vegada.

## Fase final
Disputada el 1988.
| Quarts de final - Escòcia 0-1 Anglaterra - Anglaterra 1-0 Escòcia Anglaterra guanya 2-0 en el global · - Grècia 1-1 Txecoslovàquia - Txecoslovàquia 2-2 Grècia 3-3: Grècia guanya 2-1 per gols en camp contrari · - França 2-1 Itàlia - Itàlia 2-2 França França guanya 4-3 en el global · - Països Baixos 2-1 Espanya - Espanya 0-1 Països Baixos Països Baixos guanya 3-1 en el global |  | Semi-finals - Grècia 5-0 Països Baixos - Països Baixos 2-0 Grècia Grècia guanya 5-2 en el global · - França 4-2 Anglaterra - Anglaterra 2-2 França França guanya 6-4 en el global |  | Final - Grècia 0-0 França - França 3-0 Grècia França guanya 3-0 en el global · França campió |

## Resultat
| Guanyadors del Campionat d'Europa de Futbol sub-21 de la UEFA 1988 · França · 1r Títol |